# La strana realtà di Peter Standish
La strana realtà di Peter Standish (Berkeley Square) è un film del 1933 diretto da Frank Lloyd.
Il film è basato sul lavoro teatrale omonimo di John L. Balderston. Racconta la storia di un giovane americano, interpretato da Leslie Howard - che aveva già interpretato la commedia a Broadway nel 1929 e che ebbe per questo ruolo una candidatura agli Oscar come miglior attore protagonista - che viaggia nel tempo fino alla Londra del tempo della guerra d'indipendenza americana, dove incontra i suoi antenati.
Della pellicola fu realizzato un remake del 1951, con Tyrone Power e Ann Blyth, intitolato La grande passione.

## Produzione
Il film fu prodotto dalla Fox Film Corporation

## Distribuzione
Distribuito dalla Fox Film Corporation, il film uscì nelle sale cinematografiche USA il 15 settembre 1933.

## Trama
Nel 1784 il giovane statunitense Peter Standish arriva in Inghilterra per incontrare la cugina che intende sposare. Quando apprende che un francese ha attraversato la Manica su un pallone aerostatico, rimpiange di non poter vedere le meraviglie che il futuro riserva. Nel 1933 un suo omonimo discendente eredita la casa di Berkeley Square, a Londra. Il diario dell'antenato diventa ben presto la sua ossessione, con grande preoccupazione della sua fidanzata Marjorie. Quando Peter incontra l'ambasciatore americano, gli confida di credere che tornerà indietro nel tempo di 149 anni quel giorno stesso.
Tornato a casa, appena apre la porta si ritrova infatti nel 1784, al posto del suo antenato, proprio quando l'altro Peter Standish arriva in casa dei cugini Pettigrew, proprietari della casa di Berkeley Square. Qui incontra Lady Ann e i suoi figli, Tom, Kate ed Helen. I Pettigrew hanno serie difficoltà finanziarie e guardano con speranza al possibile matrimonio di Peter e Kate; Peter, da parte sua, è intenzionato a non far nulla per alterare il passato, ma quando incontra Helen finisce con l'innamorarsi di lei. Lady Ann vorrebbe che la ragazza sposasse Mr. Throstle, ma Helen non è disposta ad obbedire. Ben presto Peter comincia a trovarsi a disagio nella realtà del Settecento, e le persone intorno a lui lo osservano con crescente timore perché sembra conoscere avvenimenti del futuro. Ben presto Kate si convince che Peter è posseduto da un'entità diabolica e rompe il fidanzamento con lui.
Helen, che si è innamorata di Peter, lo costringe ad un chiarimento e sebbene egli si rifiuti di spiegare, la ragazza ha una visione del mondo da cui egli proviene. Nonostante il disagio crescente che Peter prova nella realtà del Settecento, vorrebbe restare comunque con Helen, ma la ragazza lo convince a tornare nel suo presente. Nel 1933, Peter ritrova Marjorie che era preoccupata per il suo stato mentale: il suo antenato, infatti, aveva preso il suo posto durante la sua assenza. Peter si reca sulla tomba di Helen, morta nel 1787 a 23 anni. Capisce allora di non poter più sposare Marjorie e decide di rimanere solo nell'attesa di ritrovare Helen dopo la morte.